# M83
M83 je elektronická hudební skupina, kterou tvoří Anthony Gonzalez (a dříve i Nicolas Fromageau), založená v Antibes ve Francii v roce 2001. Skupina hojně využívá dozvukových efektů a pohrává si s texty jemně zpívanými proti hlasitým nástrojům, ačkoliv jsou v jejich písních podstatně méně používány kytary, než jak tomu je u většiny podobných skupin, například My Bloody Valentine. Všechna jejich tři alba byla přijata kladně, obzvlášť Dead Cities, Red Seas & Lost Ghosts, jejich v pořadí druhé album, díky němuž se jim podařilo oslovit širší publikum. Třetí album, Before the Dawn Heals Us, se rozhodl Gonzalez nahrát převážně sám pouze za pomoci pár dalších hudebníků a s Fromageauem se po krizovém turné pro Dead Cities rozešel.
Jejich píseň "Unrecorded" z alba Dead Cities, Red Seas & Lost Ghosts byla použita v traileru mezinárodního vydání ruského filmu Noční Hlídka a song "Teen Angst" z alba Before the Dawn Heals Us se objevil v traileru pro filmovou adaptaci A Scanner Darkly. Některé jejich nahrávky byly uvedeny v několika epizodách Top Gearu, včetně "Unrecorded" (3. série, 2. epizoda; 4. série, 5. epizoda), "Cyborg" (3. série, 5. epizoda) a nejvýznamněji "Moonchild" (6. série, 6. epizoda; 7. série, 3. epizoda; 7. série, 7. epizoda). Jejich song "Don't Save us From the Flames", který je paradoxně o autonehodě, byl použit v reklamě na Pontiac.

## Historie
M83 zremixovali píseň "Pioneers" na albu Silent Alarm Remixed z roku 2005 od britské skupiny Bloc Party. Dále také zremixovali "Protège-Moi" od britské skupiny Placebo, "Black Cherry" od Goldfrapp, "Suffer Well" od Depeche Mode a "Vila Attack" od Bumblebeez 81. Obdobně zremixovali songy od M83 skupiny Montag a Cyann & Ben.
V roce 2005 M83 znovu vydali jejich stejnojmenné album. To bylo dostupné i v USA, na rozdíl od vydání v roce 2001.
Jméno M83 bylo vybráno podle galaxie Messier 83.
V roce 2006, po americkém turné k albu Before the Dawn Heals Us pokračoval Anthony Gonzalez v objevování hudebního směru, který si vytvořil ve svých písních a začal psát a nahrávat soubor ambientních písní. Album bylo nahráno zejména v jeho domácím studiu za spolupráce Antoina Gailleta. Výsledný projekt nazvali Digital Shades Volume 1 a vydali ho 3. září 2007. Je považováno za část pokračující série ambientních děl.
Saturdays = Youth, páté studiové album M83 bylo vydáno 15. dubna 2008 u Mute Records. Bylo nahráváno s Kenem Thomasem (který je známý pro svou spolupráci s Cocteau Twins, The Sugarcubes a Suede), Ewanem Pearsonem a Morgan Kibby. Lze říci, že toto album přináší bohaté akustické struktury, kterými se M83 proslavili, ale se soustředěnějším přístupem k samotné formě a struktuře písní. Song "Couleurs" je prvním singlem z nového alba vydaný internetovými obchodníky 25. února 2008. Druhý singl, "Graveyard Girl" vydali 8. dubna 2008.

## Diskografie

### Alba
- M83 (2001)
- Dead Cities, Red Seas & Lost Ghosts (2003)
- Before the Dawn Heals Us (2005)
- Digital Shades Volume 1 (2007)
- Saturdays = Youth (2008)
- Hurry Up, We're Dreaming (2011)
- Junk (2016)
- Fantasy (2023)

### Singly
- "Slowly / Sitting" (2002)
- "Run Into Flowers" (2003)
- "America" (2004)
- "A Guitar and a Heart / Safe" (2004)
- "Don't Save Us From the Flames" (2005)
- "Teen Angst" (2005)
- "Couleurs" (2008)
- "Graveyard Girl" (2008)
- "Midnight City" (2011)

### Remixy
- Steve & Rob - "Wallis & Futuna (M83 Remix)" (2000)
- Kids Indestructible - "Trans-Pennine Express (Remixed by M83)" (2003)
- Goldfrapp - "Black Cherry (M83 Remix)" (2004)
- Abstrackt Keal Agram - "Jason Lytle (M83 Version)" (2004)
- Placebo - "Protège Moi (M83 Remix)" (2004)
- Bumblebeez 81 - "Vila Attack (Remixed By M83)" (2004)
- Bloc Party - "The Pioneers (M83 Remix)" (2005)
- Telex - "How Do You Dance (M83 Remix)" (2006)
- Depeche Mode - "Suffer Well (M83 Remix)" (2006)
- Fortune - "Mission (M83 Remix)" (2007)
- Midnight Juggernauts - "Shadows (M83 Remix)" (2008)
- White Lies - "Nothing To Give (M83 Remix)" (2009)